# Sterre Carron
Sterre Carron (Antwerpen, 1957), een pseudoniem, is een Vlaamse schrijfster van misdaadromans. Ze debuteerde als schrijfster in 2013 met Mara.
Carron had van in haar jeugd belangstelling voor criminologie maar belandde uiteindelijk in een opleiding tot vroedvrouw. Voor Artsen zonder Grenzen ging ze werken in Rwanda en toenmalig Zaïre. Ze keerde terug naar België, waar ze een tijd in het Instituut voor Tropische Geneeskunde werkte. Haar detectives draaien rond Rani Diaz, een gevoelige maar humeurige politiehoofdinspecteur.